# Gabriel Paulista
Gabriel Armando de Abreu, meglio conosciuto come Gabriel Paulista (IPA: [ɡabɾiˈew pawˈɫistɐ]; Fortaleza, 26 novembre 1990), è un calciatore brasiliano, difensore del Beşiktaş.

## Carriera

### Club

#### Vitória
Gabriel Paulista è entrato nel settore giovanile del Vitória nel 2009 dopo un periodo al Taboão da Serra.
Ha esordito in prima squadra il 7 marzo 2010, in una vittoria per 3-1 al Camaçari per il Campionato Baiano. In Série A, invece, il 15 maggio, sostituendo Vilson nel pareggio casalingo per 1-1 contro il Flamengo. Il 6 settembre 2012, Gabriel Paulista, ha prolungato il contratto fino al 2016.
Il 25 maggio 2013, ha segnato il suo primo gol in campionato, contro l'Internacional, portando il Vitória sul 2-0 dopo 12 minuti (2-2). Con il Vitória ha conquistato due campionati dello stato di Bahia.

#### Villarreal
Il 15 agosto 2013, Gabriel Paulista si è trasferito al Villarreal, firmando un contratto quinquennale.
Ha esordito in Liga il 4 novembre, in una vittoria esterna per 0-1 contro l'Elche.
Grazie ad un sesto posto durante la sua prima stagione in spagna, il Submarino Amarillo si è qualificato in UEFA Europa League.
Ha esordito in Europa League il 21 agosto 2014, in una vittoria esterna per 3-0 contro l'Astana.

#### Arsenal

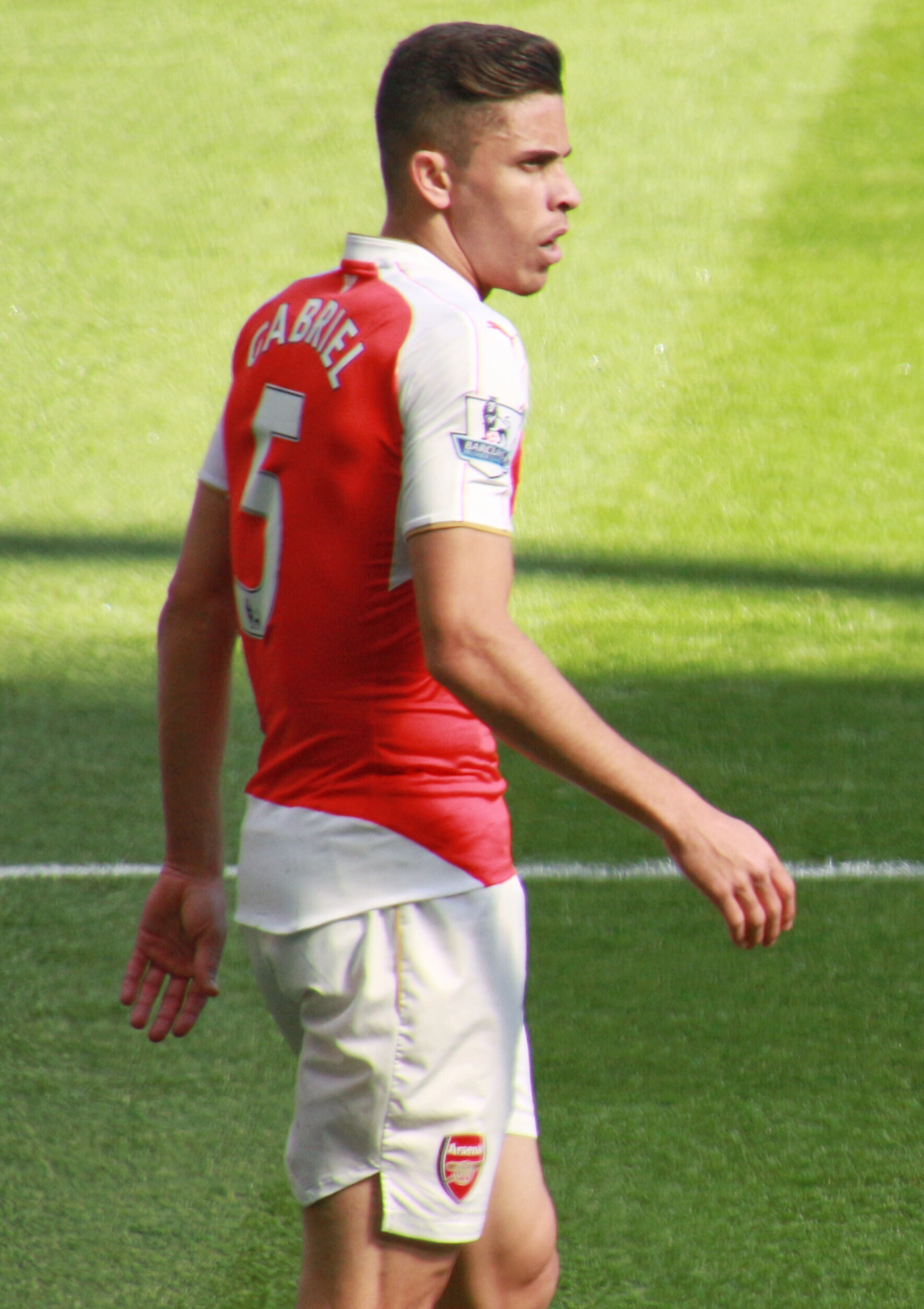
Gabriel Paulista con la maglia dell'Arsenal nel 2015

Nel gennaio 2015 si trasferisce in Premier League, tra le file dell'Arsenal, per circa 20 milioni di euro.
Fa il suo esordio con i gunners il 15 febbraio, giocando l'intera vittoria casalinga per 2-0 sul Middlesbrough, nel quinto turno della FA Cup. Ha fatto il suo debutto in Premier League sei giorni dopo, entrando al posto di Alexis Sánchez, nella vittoria per 2-1 in casa del Crystal Palace.
Il 16 settembre 2015 ha giocato la sua prima gara in UEFA Champions League, quella persa contro la Dinamo Zagabria, valida per la fase a gironi. Il 28 dicembre 2015, ha segnato il suo primo gol con la maglia dei Gunners: lo ha fatto di testa, su calcio d'angolo di Mesut Özil, nella vittoria per 2-0 contro il Bournemouth.
In due stagioni e mezza con l'Arsenal ha conquistato due Coppe d'Inghilterra (2014-2015 e 2016-2017) e una Community Shield nel 2015: in nessuno dei tre casi scese in campo per la finale.

#### Valencia a Atletico Madrid
Il 18 agosto 2017 torna in Spagna per trasferirsi al Valencia. Il 9 settembre 2017 esordisce con tale club, nella terza giornata di Liga giocata in casa contro l'Atlético Madrid. Mette a segno la sua prima rete con i Blanquinegres il 5 maggio 2019, nella vittoria esterna contro l'Huesca. Il 25 maggio 2019 conquista la coppa del Re giocando titolare la finale vinta per 2-1 contro il Barcellona.
Il 10 dicembre 2019, è stato espulso al termine della vittoria per 1-0 in casa dell'Ajax nell'ultima partita della fase a gironi di Champions League, per una testata a Dušan Tadić. Il 5 ottobre 2021, ha subito un grave infortunio al ginocchio che lo ha allontanato dai campi per 138 giorni. Chiude la sua esperienza valenziana con 220 presenze e 8 reti. 
Il 31 gennaio 2024, dopo aver risolto il proprio contratto con i Blanquinegres, firma un accordo fino al termine della stagione con l'Atlético Madrid. Lascia il club alla fine della stessa annata, alla scadenza naturale del suo contratto.

### Nazionale
Il 20 marzo 2015 Gabriel Paulista è stato convocato per la prima volta dalla nazionale brasiliana, sostituendo l'infortunato David Luiz per le amichevoli contro Francia e Cile senza scendere in campo in nessuna delle due partite.
Il 9 dicembre 2020 il giocatore ha ottenuto la cittadinanza spagnola tramite residenza e si è reso disponibile a rappresentare la nazionale spagnola.

## Statistiche

### Presenze e reti nei club
Statistiche aggiornate al 31 gennaio 2024
| Stagione         | Squadra          | Campionato       | Campionato | Campionato | Coppe nazionali | Coppe nazionali | Coppe nazionali | Coppe continentali | Coppe continentali | Coppe continentali | Altre coppe | Altre coppe | Altre coppe | Totale | Totale |
| Stagione         | Squadra          | Comp             | Pres       | Reti       | Comp            | Pres            | Reti            | Comp               | Pres               | Reti               | Comp        | Pres        | Reti        | Pres   | Reti   |
| ---------------- | ---------------- | ---------------- | ---------- | ---------- | --------------- | --------------- | --------------- | ------------------ | ------------------ | ------------------ | ----------- | ----------- | ----------- | ------ | ------ |
| 2010             | Vitória          | CB+A             | 1+14       | 0+1        | CB              | ?               | ?               | -                  | -                  | -                  | -           | -           | -           | 14+    | 1+     |
| 2011             | Vitória          | CB+B             | 10+35      | 0+0        | CB              | ?               | ?               | -                  | -                  | -                  | -           | -           | -           | 35+    | 0+     |
| 2012             | Vitória          | CB+B             | 17+17      | 4+0        | CB              | ?               | ?               | -                  | -                  | -                  | -           | -           | -           | 17+    | 0+     |
| gen.-ago. 2013   | Vitória          | CB+A             | 18+11      | 1+0        | CB              | ?               | ?               | -                  | -                  | -                  | -           | -           | -           | 11+    | 0+     |
| Totale Vitória   | Totale Vitória   | Totale Vitória   | 123        | 6          |                 | ?               | ?               | -                  | -                  | -                  | -           | -           | -           | 77+    | 1+     |
| ago. 2013-2014   | Villarreal       | PD               | 18         | 0          | CS              | 3               | 0               | -                  | -                  | -                  | -           | -           | -           | 21     | 0      |
| 2014-gen.2015    | Villarreal       | PD               | 19         | 0          | CS              | 2               | 0               | UEL                | 8                  | 0                  | -           | -           | -           | 29     | 0      |
| Totale Villareal | Totale Villareal | Totale Villareal | 37         | 0          |                 | 5               | 0               |                    | 8                  | 0                  | -           | -           | -           | 50     | 0      |
| gen.-giu.2015    | Arsenal          | PL               | 6          | 0          | CI+CdL          | 2+0             | 0+0             | UCL                | 0                  | 0                  | -           | -           | -           | 8      | 0      |
| 2015-2016        | Arsenal          | PL               | 21         | 1          | CI+CdL          | 4+0             | 0+0             | UCL                | 4                  | 0                  | SI          | 0           | 0           | 25     | 1      |
| 2016-2017        | Arsenal          | PL               | 19         | 0          | CI+CdL          | 3+3             | 0+0             | UCL                | 2                  | 0                  | -           | -           | -           | 27     | 0      |
| Totale Arsenal   | Totale Arsenal   | Totale Arsenal   | 46         | 1          |                 | 12              | 0               |                    | 6                  | 0                  |             | 0           | 0           | 64     | 1      |
| 2017-2018        | Valencia         | PD               | 30         | 0          | CS              | 7               | 0               | -                  | -                  | -                  | -           | -           | -           | 37     | 0      |
| 2018-2019        | Valencia         | PD               | 30         | 0          | CS              | 5               | 0               | UCL+UEL            | 5+6                | 0+0                | -           | -           | -           | 46     | 0      |
| 2019-2020        | Valencia         | PD               | 33         | 1          | CS              | 2               | 0               | UCL                | 6                  | 0                  | SS          | 1           | 0           | 42     | 1      |
| 2020-2021        | Valencia         | PD               | 31         | 4          | CS              | 1               | 0               | -                  | -                  | -                  | -           | -           | -           | 32     | 4      |
| 2021-2022        | Valencia         | PD               | 19         | 2          | CS              | 2               | 0               | -                  | -                  | -                  | -           | -           | -           | 21     | 2      |
| 2022-2023        | Valencia         | PD               | 21         | 1          | CS              | 2               | 0               | -                  | -                  | -                  | SS          | 0           | 0           | 23     | 1      |
| 2023-gen.2024    | Valencia         | PD               | 18         | 0          | CS              | 1               | 0               |                    | -                  | -                  |             | -           | -           | 19     | 0      |
| Totale Valencia  | Totale Valencia  | Totale Valencia  | 182        | 8          |                 | 20              | 0               |                    | 17                 | 0                  |             | 1           | 0           | 220    | 8      |
| gen.-giu.2024    | Atletico Madrid  | PD               | 5          | 0          | CS              | 0               | 0               | UCL                | 0                  | 0                  |             | -           | -           | 5      | 0      |
| Totale carriera  | Totale carriera  | Totale carriera  | 388        | 15         |                 | 37+             | 0+              |                    | 31                 | 0                  |             | 1           | 0           | 456+   | 15+    |

## Palmarès

### Club

#### Competizioni statali
- Campionato Baiano: 2

Vitoria: 2010, 2013

#### Competizioni nazionali
- Coppa d'Inghilterra: 2

Arsenal: 2014-2015, 2016-2017
- Community Shield: 1

Arsenal: 2015
- Coppa di Spagna: 1

Valencia: 2018-2019
- Supercoppa di Turchia: 1

Beşiktaş: 2024